# Ebensfeld
Ebensfeld è un comune tedesco di 5 707 abitanti, situato nel land della Baviera.